# سیارک ۲۶۳۲۳
سیارک ۲۶۳۲۳ (به انگلیسی: 26323 Wuqijin، نامگذاری:1998VX8)۲۶۳۲۳مین سیارک کشف شده‌است که در ۱۰ نوامبر ۱۹۹۸ کشف شد.